# Dabeiba

Bandeira de Dabeiba.

Localização de Dabeiba, no departamento de Antioquia.

Dabeiba é um município situado no departamento de Antioquia, na Colômbia, localizado no noroeste do país, na sub-região Ocidente. Com uma paisagem montanhosa característica da topografia antioquenha, o município é conhecido por sua rica história cultural e pode abrigar tradições locais distintas, influenciadas por diversas etnias, incluindo indígenas e/ou afro-colombianas.
A economia de Dabeiba é impulsionada por atividades agrícolas e pecuárias, refletindo práticas tradicionais da região. Embora informações específicas sobre a população exata possam variar, Dabeiba é considerado um município de médio porte em termos populacionais.
O acesso a Dabeiba geralmente é facilitado por estradas locais, e a infraestrutura de transporte pode variar dependendo da localização específica. Dabeiba dista 183 quilômetros de Medellín, a capital do departamento, e possui uma superfície de 1.883 quilômetros quadrados. A administração municipal desempenha um papel vital na gestão de assuntos locais, serviços públicos e na promoção do bem-estar da comunidade.
Eventos locais, festivais e celebrações podem ser parte integrante da vida comunitária em Dabeiba, proporcionando uma oportunidade para os residentes celebrarem suas tradições culturais e fortalecerem os laços comunitários.
Embora informações turísticas específicas possam não estar prontamente disponíveis, Dabeiba, como muitas regiões de Antioquia, pode oferecer atrações naturais e culturais que contribuem para a riqueza da experiência local. Para obter detalhes mais atualizados e específicos, recomenda-se consultar fontes locais, agências governamentais ou a página oficial da prefeitura do município. Além disso, guias de viagem e fontes de notícias locais podem oferecer informações adicionais sobre a região.